# 和人民力量
和人民力量（葡萄牙語：Com a Força do Povo），原名争取巴西继续变革，是巴西的一个已不存在的选举联盟。成立于2010年，解散于2016年。该联盟的政治立场为中间偏左。该联盟的领袖是迪尔玛·罗塞夫。

## 成员
- 劳工党
- 巴西民主运动党
- 社会民主党（英语：Social Democratic Party (Brazil, 2011)）
- 进步党（英语：Progressistas）
- 共和国党
- 巴西共和党
- 民主工党
- 社会秩序共和党（英语：Republican Party of the Social Order）
- 巴西共产党